# Ukrainischer Fußballpokal 2005/06
Der Ukrainische Fußballpokal 2005/06 war die 15. Austragung des ukrainischen Pokalwettbewerbs der Männer. Pokalsieger wurde Titelverteidiger Dynamo Kiew. Das Team setzte sich im Finale am 2. Mai 2006 im Olympiastadion von Kiew gegen Metalurh Saporischschja durch.

## Modus
Bis auf das Halbfinale wurden die Begegnungen in einem Spiel ausgetragen. Bei unentschiedenem Ausgang wurde zur Ermittlung des Siegers eine Verlängerung gespielt. Stand danach kein Sieger fest, folgte ein Elfmeterschießen. Bis zum Viertelfinale hatten die unterklassigen Teams Heimrecht.
Im Halbfinale wurden die Sieger in Hin- und Rückspiel ermittelt. Bei Torgleichstand in beiden Spielen zählte zunächst die größere Zahl der auswärts erzielten Tore; gab es auch hierbei einen Gleichstand, wurde das Rückspiel verlängert und ggf. ein Elfmeterschießen zur Entscheidung ausgetragen.
Da Dynamo Kiew bereits über die Liga für die Champions League qualifiziert war, ging der Startplatz für den UEFA-Pokal an den Liganächsten.

## Teilnehmende Teams
| Wyschtscha Liha (16) | Perscha Liha (16) | Druha Liha (37) | Druha Liha (37) |
| --- | --- | --- | --- |
| - Arsenal Kiew - FK Charkiw - Dnipro Dnipropetrowsk - Dynamo Kiew - Illitschiwez Mariupol - Krywbas Krywyj Rih - Metalist Charkiw - Metalurh Donezk - Metalurh Saporischschja - Sakarpattja Uschhorod - Schachtar Donezk - Stal Altschewsk - Tawrija Simferopol - Tschornomorez Odessa - Wolyn Luzk - Worskla Poltawa | - FK Berschad - Borysfen Boryspil - Dynamo-IgroService Simferopol - Enerhetyk Burschtyn - Hasowyk Skala Stryj - Helios Charkiw - Karpaty Lwiw - Krymteplyzja Molodischne - Naftowyk-Ukrnafta Ochtyrka - Obolon Kiew - Podillja Chmelnyzkyj - Sorja Luhansk - Spartak Sumy - Spartak Iwano-Frankiwsk - Stal Dniprodserschynsk - ZSKA Kiew | - Arsenal Charkiw - FSK Bukowina Czernowitz - Chimik Krasnoperekopsk - Desna Tschernihiw - Dnipro Tscherkassy - Dnister Owidiopol - Energija Juschnoukrajinsk - Fakel Iwano-Frankiwsk - Hasowyk ChHW Charkiw - Hirnyk Krywyj Rih - Hirnyk-Sport Komsomolsk - Jawir Krasnopillja - Jalos Jalta - Jednyst Plysky - Knjascha Schtschaslywe - Kremin Krementschuk - Krystal Cherson - FK Mykolajiw - Nafkom Browary | - Naftowyk Dolyna - Nywa Ternopil - MFK Oleksandrija - Molnija Sjewjerodonezk - PFK Oleksandrija - Olkom Melitopol - Olympik Donezk - Oswita Borodjanka - FK Rawa-Ruska - Ros Bila Zerkwa - FK Schytomyr - MFK Schytomyr - PFK Sewastopol - Sirka Kirowohrad - Sokil Bereschany - Tschornohora Iwano-Frankiwsk - Tytan Armjansk - FK Weres Riwne |

## Qualifikation
Teilnehmer: 12 Vereine aus der Druha Liha
| Datum      |                               | Ergebnis              |                           |
| ---------- | ----------------------------- | --------------------- | ------------------------- |
| 01.08.2005 | Arsenal Charkiw (III)         | 0:2                   | Jawir Krasnopillja (III)  |
| 01.08.2005 | Knjascha Schtschaslywe (III)  | 1:3 n. V.             | Jednyst Plysky (III)      |
| 01.08.2005 | FK Schytomyr (III)            | 1:0                   | MFK Schytomyr (III)       |
| 01.08.2005 | Jalos Jalta (III)             | 3:0                   | PFK Sewastopol (III)      |
| 01.08.2005 | Sokil Bereschany (III)        | 0:0 n. V. (6:7 i. E.) | Naftowyk Dolyna (III)     |
| 01.08.2005 | Hirnyk-Sport Komsomolsk (III) | 2:1                   | Kremin Krementschuk (III) |

## 1. Runde
Teilnehmer: Die 6 Sieger der Qualifikation, die 16 Erstligisten, 15 Zweitligisten und 25 weitere Drittligisten.
| Datum      |                                    | Ergebnis              |                                    |
| ---------- | ---------------------------------- | --------------------- | ---------------------------------- |
| 13.08.2005 | Molnija Sjewjerodonezk (III)       | kampflos              | Metalurh Donezk (I)                |
| 13.08.2005 | FSK Bukowina Czernowitz (III)      | kampflos              | Sorja Luhansk (II)                 |
| 13.08.2005 | Tschornohora Iwano-Frankiwsk (III) | 1:4                   | Wolyn Luzk (I)                     |
| 13.08.2005 | Fakel Iwano-Frankiwsk (III)        | 0:1                   | Spartak Sumy (II)                  |
| 13.08.2005 | Dnister Owidiopol (III)            | 2:3                   | Metalist Charkiw (I)               |
| 13.08.2005 | Sirka Kirowohrad (III)             | 0:2                   | Spartak Iwano-Frankiwsk (II)       |
| 13.08.2005 | FK Schytomyr (III)                 | 0:1                   | Stal Dniprodserschynsk (II)        |
| 13.08.2005 | Jednyst Plysky (III)               | 0:3                   | Worskla Poltawa (I)                |
| 13.08.2005 | Jawir Krasnopillja (III)           | 0:3                   | Hasowyk Skala Stryj (II)           |
| 13.08.2005 | Jalos Jalta (III)                  | 1:0                   | Podillja Chmelnyzkyj (II)          |
| 13.08.2005 | FK Rawa-Ruska (III)                | 1:0                   | Helios Charkiw (II)                |
| 13.08.2005 | Oswita Borodjanka (III)            | 0:3                   | FK Charkiw (I)                     |
| 13.08.2005 | Olympik Donezk (III)               | 2:3                   | Krymteplyzja Molodischne (II)      |
| 13.08.2005 | Olkom Melitopol (III)              | 0:1                   | Sakarpattja Uschhorod (I)          |
| 13.08.2005 | Nywa Ternopil (III)                | 1:3                   | Tschornomorez Odessa (III)         |
| 13.08.2005 | Naftowyk Dolyna (III)              | 1:0 n. V.             | Borysfen Boryspil (II)             |
| 13.08.2005 | FK Mykolajiw (III)                 | 1:2                   | Metalurh Saporischschja (I)        |
| 13.08.2005 | Chimik Krasnoperekopsk (III)       | 3:2                   | FK Berschad (II)                   |
| 13.08.2005 | Hirnyk Krywyj Rih (III)            | 2:3                   | Karpaty Lwiw (II)                  |
| 13.08.2005 | Hasowyk ChHW Charkiw (III)         | 0:4                   | Tawrija Simferopol (I)             |
| 13.08.2005 | Dnipro Tscherkassy (III)           | 0:0 n. V. (4:2 i. E.) | Obolon Kiew (II)                   |
| 13.08.2005 | Tytan Armjansk (III)               | 1:2                   | Illitschiwez Mariupol (I)          |
| 13.08.2005 | Ros Bila Zerkwa (III)              | 0:2                   | Krywbas Krywyj Rih (I)             |
| 13.08.2005 | MFK Oleksandrija (III)             | 0:6                   | Arsenal Kiew (I)                   |
| 13.08.2005 | FK Weres Riwne (III)               | 2:1                   | Enerhetyk Burschtyn (II)           |
| 13.08.2005 | Nafkom Browary (III)               | 3:3 n. V. (2:4 i. E.) | Naftowyk-Ukrnafta Ochtyrka (II)    |
| 13.08.2005 | Krystal Cherson (III)              | 0:5                   | Dynamo Kiew (I)                    |
| 13.08.2005 | Hirnyk-Sport Komsomolsk (III)      | 2:1                   | Dynamo-IgroService Simferopol (II) |
| 13.08.2005 | Energija Juschnoukrajinsk (III)    | 1:5                   | Stal Altschewsk (I)                |
| 13.08.2005 | Desna Tschernihiw (III)            | 2:5                   | Schachtar Donezk (I)               |
| 13.08.2005 | PFK Oleksandrija (III)             | 1:2                   | Dnipro Dnipropetrowsk (I)          |

- ZSKA Kiew kam kampflos in die 2. Runde. Der zugeloste Gegner Nywa Winnyzja fusionierte mit dem FK Berschad und wurde dessen Reservemannschaft.

## 2. Runde
Teilnehmer: Die 31 Sieger der 1. Runde und ZSKA Kiew, der kampflos in diese Runde einzog.
| Datum      |                                 | Ergebnis              |                             |
| ---------- | ------------------------------- | --------------------- | --------------------------- |
| 21.09.2005 | ZSKA Kiew (II)                  | 0:1                   | Metalurh Donezk (I)         |
| 21.09.2005 | Stal Dniprodserschynsk (II)     | 3:1                   | Wolyn Luzk (I)              |
| 21.09.2005 | Jalos Jalta (III)               | 0:1 n. V.             | Illitschiwez Mariupol (I)   |
| 21.09.2005 | FK Weres Riwne (III)            | 2:2 n. V. (5:3 i. E.) | Sakarpattja Uschhorod (I)   |
| 21.09.2005 | FK Rawa-Ruska (III)             | 0:2                   | Dnipro Dnipropetrowsk (I)   |
| 21.09.2005 | Naftowyk-Ukrnafta Ochtyrka (II) | 2:3                   | Stal Altschewsk (I)         |
| 21.09.2005 | Krymteplyzja Molodischne (II)   | 1:3                   | Schachtar Donezk (I)        |
| 21.09.2005 | Hirnyk-Sport Komsomolsk (III)   | 0:2                   | Worskla Poltawa (I)         |
| 21.09.2005 | Hasowyk Skala Stryj (II)        | 2:0                   | FK Charkiw (I)              |
| 21.09.2005 | Dnipro Tscherkassy (III)        | 1:2                   | Metalist Charkiw (I)        |
| 21.09.2005 | FSK Bukowina Czernowitz (III)   | 0:1                   | Arsenal Kiew (I)            |
| 21.09.2005 | Naftowyk Dolyna (III)           | 0:4                   | Tawrija Simferopol (I)      |
| 21.09.2005 | Chimik Krasnoperekopsk (III)    | 2:3                   | Krywbas Krywyj Rih (I)      |
| 21.09.2005 | Spartak Sumy (II)               | 1:4                   | Metalurh Saporischschja (I) |
| 21.09.2005 | Spartak Iwano-Frankiwsk (II)    | 0:7                   | Dynamo Kiew (I)             |
| 21.09.2005 | Karpaty Lwiw (II)               | 1:0                   | Tschornomorez Odessa (I)    |

## Achtelfinale
| Datum      |                             | Ergebnis |                             |
| ---------- | --------------------------- | -------- | --------------------------- |
| 26.10.2005 | FK Weres Riwne (III)        | 2:4      | Metalurh Saporischschja (I) |
| 26.10.2005 | Stal Altschewsk (I)         | 1:2      | Metalurh Donezk (I)         |
| 26.10.2005 | Stal Dniprodserschynsk (II) | 0:2      | Arsenal Kiew (I)            |
| 26.10.2005 | Hasowyk Skala Stryj (II)    | 0:1      | Illitschiwez Mariupol (I)   |
| 26.10.2005 | Worskla Poltawa (I)         | 1:0      | Dnipro Dnipropetrowsk (I)   |
| 26.10.2005 | Krywbas Krywyj Rih (I)      | 2:0      | Tawrija Simferopol (I)      |
| 26.10.2005 | Dynamo Kiew (I)             | 1:0      | Metalist Charkiw (I)        |
| 26.10.2005 | Karpaty Lwiw (II)           | 1:0      | Schachtar Donezk (I)        |

## Viertelfinale
| Datum      |                             | Ergebnis |                        |
| ---------- | --------------------------- | -------- | ---------------------- |
| 13.11.2005 | Dynamo Kiew (I)             | 2:0      | Metalurh Donezk (I)    |
| 23.11.2005 | Karpaty Lwiw (II)           | 1:0      | Worskla Poltawa (I)    |
| 13.12.2005 | Illitschiwez Mariupol (I)   | 2:0      | Arsenal Kiew (I)       |
| 14.12.2005 | Metalurh Saporischschja (I) | 3:0      | Krywbas Krywyj Rih (I) |

## Halbfinale
| Datum             |                             | Gesamt |                           | Hinspiel | Rückspiel |
| ----------------- | --------------------------- | ------ | ------------------------- | -------- | --------- |
| 22.03./12.04.2006 | Metalurh Saporischschja (I) | 3:2    | Illitschiwez Mariupol (I) | 2:1      | 1:1       |
| 22.03./12.04.2006 | Karpaty Lwiw (II)           | 0:3    | Dynamo Kiew (I)           | 0:2      | 0:1       |

## Finale
| Paarung                 | Dynamo Kiew – Metalurh Saporischschja |
| Ergebnis                | 1:0 (0:0) |
| Datum                   | 2. Mai 2006 |
| Stadion                 | Olympiastadion, Kiew |
| Zuschauer               | 25.000 |
| Schiedsrichter          | Lucílio Batista ( Portugal) |
| Tore                    | 1:0 Kléber (46.) |
| Dynamo Kiew             | Oleksandr Schowkowskyj – Serhij Fedorow, Oleh Hussjew, Andrij Nesmatschnyj, Wladyslaw Waschtschuk – Serhij Rebrow, Waljanzin Bjalkewitsch (82. Rodolfo), Diogo Rincón (86. Artem Milewskyj), Goran Gavrančić – Kléber, Maksim Shatskix (89. Ruslan Rotan) Cheftrainer: Anatolij Demjanenko                                       |
| Metalurh Saporischschja | Andrij Hluschtschenko – Arzjom Tscheljadsinski, Sjarhej Schtanjuk, Jewhen Bredun (62. Wolodymyr Poljowyj), Serhij Schischtschenko (69. Oleksandr Alijew) – Irakli Modebadse (78. Maxim Aristarchow), Dawit Kwirkwelia, German Kurtaba, Ruslan Ljubarskyj – Serhij Nahornjak, Uladsimir Karyzka Cheftrainer: Wjatscheslaw Hrosnyj |
| Gelbe Karten            | Kléber – Arzjom Tscheljadsinski |